# أندرياس كاتس
أندرياس كاتس (بالألمانية: Andreas Katz)‏ هو متزحلق ألماني، ولد في 8 يناير 1988 في فرويدنشتات في ألمانيا.

## وصلات خارجية
- أندرياس كاتس على موقع الاتحاد الدولي للتزلج (التزلج الريفي) (الإنجليزية)
- أندرياس كاتس على موقع اللجنة الأولمبية الدولية (الإنجليزية)
- أندرياس كاتس على موقع أوليمبيديا (الإنجليزية)
- أندرياس كاتس على موقع اللجنة الأولمبية الألمانية (الألمانية)